# 扇沙县
扇沙县，中国古县名。
南朝梁置，治所在今广东省遂溪县西北。属合浦郡。隋初属越州，后又属合浦郡。唐朝武德初年废。 